# Anthony W. Preston
Anthony William Preston ist ein US-amerikanischer Schauspieler.

## Leben
Preston gab sein Fernsehdebüt als Episodendarsteller in der Fernsehserie Schatten der Leidenschaft. 2005 folgte eine Episodenrolle in der Fernsehserie Numbers – Die Logik des Verbrechens sowie Nebenrollen in den Filmen Red Eye und The Ape. 2006 hatte er eine Nebenrolle in Big Mama’s Haus 2. 2007 war er unter anderen in insgesamt sechs Episoden der Fernsehserie Zeit der Sehnsucht in der Rolle des Danny zu sehen. Weitere wiederkehrende Serienrollen hatte er von 2013 bis 2014 in The Value of Ex und von 2015 bis 2016 in Homes of Horror. 2020 hatte er in drei Episoden der Fernsehserie The Bay die Rolle des Ryder inne. 2021 folgte die Rolle des Erastos im Film The Devil’s Triangle – Das Geheimnis von Atlantis.

## Filmografie (Auswahl)
- 2002: Schatten der Leidenschaft (The Young and the Restless, Fernsehserie, Episode 1x7325)
- 2005: Numbers – Die Logik des Verbrechens (NUMB3RS, Fernsehserie, Episode 1x03)
- 2005: Red Eye
- 2005: The Ape
- 2006: Big Mama’s Haus 2 (Big Momma’s House 2)
- 2007: Bag (Kurzfilm)
- 2007: Faded Dreams
- 2007: Boston Legal (Fernsehserie, Episode 4x04)
- 2007: Zeit der Sehnsucht (Days of Our Lives, Fernsehserie, 6 Episoden)
- 2009: Within
- 2011: The Proposal (Kurzfilm)
- 2012: Ultra-Guys: Selling Out (Kurzfilm)
- 2013–2014: The Value of Ex (Fernsehserie, 2 Episoden)
- 2015: My Crazy Ex (Fernsehserie, Episode 1x01)
- 2015–2016: Homes of Horror (Fernsehserie, 2 Episoden)
- 2018: Broken Minds (Kurzfilm)
- 2018: Schatten der Leidenschaft (The Young and the Restless, Fernsehserie, 2 Episoden, verschiedene Rollen)
- 2019: Saving Hope (Fernsehfilm)
- 2020: Reversal
- 2020: The Bay (Fernsehserie, 3 Episoden)
- 2021: Conscription (Kurzfilm)
- 2021: The Devil’s Triangle – Das Geheimnis von Atlantis (Devil’s Triangle)